# 398 av. J.-C.
Cette page concerne l'année 398 av. J.-C. du calendrier julien proleptique.

## Événements
- Été et automne : Denys l'Ancien, tyran de Syracuse, tente vainement de rallier Rhégion par la diplomatie. Il s’allie alors avec Locres pour prendre la ville à revers (en 397, il épouse une aristocrate locrienne)[1]. Il a renforcé les remparts de Syracuse et fait fabriquer de nombreuses armes pour son armée (invention de la catapulte). La construction de la forteresse de l’Euryalos, à Syracuse, est achevée. Denys a fait fabriquer une flotte importante. Pour préparer la guerre contre Carthage, il rassemble des troupes (pour moitié de Syracusains et de Grecs de Sicile mobilisés, pour moitié de mercenaires, venus de Laconie pour la plupart)[2]. Pour recueillir les fonds nécessaires à l’entretien de ces nombreux mercenaires, Denys convoque une assemblée et déclare que Déméter lui a donné l’ordre de faire déposer dans son temple toutes les parures de femme. Il s’empare des parures, et ordonne que les femmes qui désirent porter des bijoux consacrent au temple une offrande déterminée[3].

- 13 octobre du calendrier romain : entrée en office à Rome de tribuns militaires à pouvoir consulaire : Lucius Valerius Potitus, Lucius Furius Medullinus, Marcus Furius Camillus, Quintus Servilius Fidenas, Quintus Sulpicius Camerinus, Marcus Valerius Maximus. Une mission romaine aurait été envoyée consulter l'oracle de Delphes pour interpréter une crue subite du lac d'Albe ; il répond que la prise de Veiès serait déterminée par l'écoulement des eaux du lac[4].

- Début du règne d'Agésilas II (444-360 av. J.-C.), roi de Sparte. À la mort d’Agis II, sa succession est revendiquée à la fois par son frère Agésilas et par son fils Léotychidas (dont la légitimité est controversée, il serait le fils d’Alcibiade). Après l’intervention de Lysandre, Agésilas est désigné comme roi par la cité[5].
- L'amiral grec Conon se met au service des Perses après s'être exilé avec un certain nombre de ses hommes. Il a jugé peu sage de rentrer à Athènes après le désastre d'Aigos Potamos en 405 av. J.-C. et s'est réfugié à la cour d'Évagoras à Chypre[6].

- Le prêtre Esdras apparaît à Jérusalem (date controversée, peut-être en 458 av. J.-C.)[7], accueilli favorablement grâce à son entourage et à ses cadeaux. Il promulgue la nouvelle Loi au cours d’une assemblée solennelle le jour de l’an (rosh hashânâh). Le peuple célèbre ensuite la fête des Tentes. Puis, après un jeûne de confession des péchés, il est décidé de procéder au renvoi des « femmes étrangères » clan par clan, sous la surveillance des chefs traditionnels. Au temps du prophète Esdras, pour faciliter la lecture de la Loi par les fonctionnaires de l’Empire perse, l’écriture araméenne commence à être utilisée pour copier les textes bibliques (hébreu carré).
- Première évocation de l'existence des Licornes, sous le nom de Monocéros, par Ctésias, un historien grec[8].

## Décès
- Agis II, roi de Sparte, à qui succède son frère Agésilas II.
- Théodore de Cyrène, mathématicien